# Maximilien-Henri de Courtejoye
Maximilien-Henri de Courtejoye était un noble liégeois, seigneur de Grâce entre 1686 et 1702.

## Biographie

### Famille

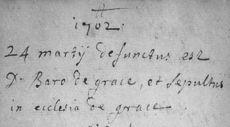
Acte de décès de Maximilien-Henri de Courtejoye

Maximilien-Henri de Courtejoye était le fils de Lamoral de Courtejoye et d'Anne-Marie d'Oyembrugge de Duras. Il épousa par contrat de mariage daté du 25 novembre 1682, Jeanne-Cornelle de Junccis, dame voueresse de Streel (veuve sans enfants de Louis de Streel), fille de Philippe de Junccis et d'Anne van der Heyden à Blisia. Leur contrat de mariage introduit la séparation des biens et prévoit, en cas d'absence d'hoirs, le retour aux proches parents, sauf disposition contraire arrêtée ultérieurement en commun. Il mourut sans hoirs le 24 mars 1702 à Liège, à Saint-Remacle-en-Mont. Il fut enterré dans l'église de Grâce. Après sa mort, Jeanne-Cornelle, sa veuve, habita Liège, dans sa maison de Saint-Remacle-en-Mont, où elle mourut le 20 janvier 1705.

### Carrière militaire
Maximilien-Henri de Courtejoye se mit au service du roi de France, Louis XIV, à partir de la fin de l'année 1673. Le 29 juin 1673, son père, Lamoral de Courtejoye, lui avait accordé des droits sur des charbonnages. Le 17 avril 1674, dans un acte dans lequel les maîtres de la fosse de Houcfou lui confèrent l'office de compteur, Maximilien-Henri est réputé absent : il a pris le chemin des armées. Sans doute l'armée ne lui plut-elle pas et son père fut outré de cette inconstance car le 23 janvier 1677, il révoqua la donation de 1673 au détriment de son fils qui a quitté « le service de Sa Majesté très chrétienne dans les gardes du corps » et qui n'est ni émancipé, « ni hors de sa tutelle et mambournie ».

### Fonctions
Avant de prendre possession de la seigneurie et après avoir quitté le service du roi de France, il exerça de hautes fonctions publiques. Maximilien-Henri fut cité comme bailli du rivage (circonscription de la rive gauche de la Meuse) le 17 août 1685 et fut confirmé dans cette fonction le 2 décembre 1689 par le prince-évêque Jean-Louis d'Elderen (sur remontrance de Maximilien-Henri de Courtejoye, Jean-Louis d'Elderen publie le 16 mai 1691 une déclaration disant que son ordonnance du 13 février 1691, portant sur les conditions pour être reçu à l'État Noble, ne vaut que pour l'avenir et ne portera aucun préjudice aux droits acquis antérieurement). Il est également cité comme membre de l'État Noble du Pays de Liège en 1691, conseiller des États Réviseurs et de la cour féodale; il fut élu bourgmestre de Liège le 21 septembre 1698. Il figure également parmi les conseillers du prince-évêque Joseph-Clément de Bavière.

### Seigneurie de Grâce
Comme certains de ses prédécesseurs, il entre en conflit avec la douairière. La cour féodale de Trognée avait pris saisine et possession de la seigneurie de Grâce par défaut de relief par la douairière (29 juillet 1687). D'autre part, l'avocat Jean-Ernest Cornélis qui avait acquis une rente de 25 florins au détriment de la veuve de Lamoral, avait, quant à lui, saisi devant les échevins de Liège les biens censaux relevant de la seigneurie. Maximilien-Henri se fit subroger dans les droits de l'avocat en lui versant la somme de 540 florins (17 mars 1687). Armé de cette subrogation, il n'hésite pas à agir contre sa mère et fait même vendre son bétail. Ensuite, le 12 janvier 1688, il purge la saisine prise par la cour féodale de Trognée et fait le relief féodal requis, par l'intermédiaire de Gérard Henry qu'il désigne comme homme féodal. Personnage en vue, il estime devoir habiter une maison digne de son état et fit embellir le château. 
Comme son père, il possède d'autres seigneurie: Dave, Langdrisbosch et il acquit le fief d'Othée pour la somme de 1 800 écus. Sa fortune, procédant des apports de sa femme, lui avait permis de jouer un rôle de premier plan.
Maximilien-Henri de Courtejoye possédait des parts dans de nombreux charbonnages de la région.

### Testament et succession
La succession provoqua de longs litiges entre sa veuve et les collatéraux (Maximilien-Henri avait deux sœurs). Après avoir établi d'importants legs en faveur des pauvres et de l'église de Grâce, son testament du 22 mars 1702 spécifiait qu'après la mort de sa femme, la seigneurie, le château et les biens seraient vendus aux enchères. Le bénéfice serait au profit des indigents de la paroisse. Ces dispositions expliquent l'intervention constante du curé dans les discussions successorales, d'autant plus qu'il est exécuteur testamentaire. La veuve fit opposition le 11 avril 1702 sous prétexte qu'elle n'avait pas donné son consentement à cet acte qui disposait d'une grande partie de sa fortune investie dans les embellissements apportés au château. Quant à Anne-Ermelinde, la sœur du défunt, épouse de Charles-Artus de la Marck (Seigneur d'Othée), elle fit relief à Trognée le 17 mars 1703 pour étayer ses prétentions. Le 12 janvier 1704, elle réaffirmait que la douairière ne pouvait réclamer aucun droit sur la seigneurie à la suite de la mort de son mari.
Citons les principales dispositions de son testament : il laisse 6 000 florins pour faire des réparations à l'église de Grâce-Berleur; 2 000 florins « applicables sur de bonnes hypothèques pour célébrer trois messes par semaine tant pour le repos de son âme, de ses père et mère, parents que autres fidèles trépassés »; 40 000 florins dont les revenus seront distribués annuellement et par portions égales aux soixante plus pauvres ménages de la communauté de Grâce « tant de la juridiction de Saint-Martin, de la sienne, que de la partie du village de Berleur Saint-Lambert… afin que les manants prient à toujours Dieu pour le repos de son âme et de celles de tous les fidèles trépassés ». Il ajoute: « …et comme les âmes véritablement chrétiennes contribuent autant qu'elles peuvent aux choses qui sont agréables à Dieu Notre Seigneur, je ne doubte pas que ma très chère femme et mes parents les plus proches ne fassent aussi quelques aumônes considérables à ces membres pour qu'il prient celui qui peut tout d'avoir pitié de nos âmes pécheresses ». Il demandait également à être enterré dans l'église de Grâce auprès de ses feus père et mère.